# Max Scherzer
Maxwell M. Scherzer (Saint Louis, 27 luglio 1984) è un giocatore di baseball statunitense, lanciatore partente per i Texas Rangers della Major League Baseball (MLB).

## Minor League
Nato a Saint Louis e cresciuto a Chesterfield, Missouri, dopo aver terminato le scuole superiori a Parkway Central High School, nel 2003 Scherzer venne selezionato al draft amatoriale della MLB dai St. Louis Cardinals al 43º giro come 1.291ª scelta. Non volendo intraprendere la carriera professionistica in giovane età, si iscrsse invece all'Università del Missouri, dove rimase fino al 2006, vincendo il premio di lanciatore universitario dell'anno nel 2005. Resosi eleggibile per il draft del 2006, viene scelto dagli Arizona Diamondbacks, stavolta al primo giro, con la 11ª scelta assoluta.
Debuttò con i Visalia Oaks, affilitati dell'organizzazione dei Diamondbacks nel 2007, e presto salì le leghe minori, prima con i Mobile BayBears (livello AA), poi ai Tucson Sidewinders (AAA). Al termine degli allenamenti primaverili del 2008, venne promosso nella prima squadra dei Diamondbacks.

## Major league

### Arizona Diamondbacks

#### 2008
Scherzer debuttò nella MLB il 29 aprile 2008, al Chase Field di Phoenix contro gli Houston Astros; entrò a partita in corso e lanciò 4 inning e 2/3, mettendo a segno 7 strikeout e stabilendo il record per il numero di battitori consecutivi eliminati da un lanciatore al suo debutto in MLB come lanciatore di rilievo, 13. Dopo un periodo in cui venne provato come lanciatore partente, passò quasi tutto l'anno come rilievo, concludendo la stagione senza vittorie ma mettendo già in mostra la capacità di effettuare strikeout, 66 in 56 inning lanciati.

#### 2009
Scherzer nel 2009 entrò in pianta stabile nella rotazione dei lanciatori partenti dei Diamondbacks, e il 16 maggio ottiene la sua prima vittoria, contro gli Atlanta Braves. Chiude la stagione con un record di 9 vittorie e 11 sconfitte, una media PGL di 4.12 e 174 strikeout in 170 inning e 1/3. Il 9 dicembre venne ceduto da Arizona ai Detroit Tigers, in uno scambio a tre squadre che vide Scherzer, Daniel Schlereth, Phil Coke, e Austin Jackson passare a Detroit, Ian Kennedy e Edwin Jackson ad Arizona e Curtis Granderson ai New York Yankees.

### Detroit Tigers

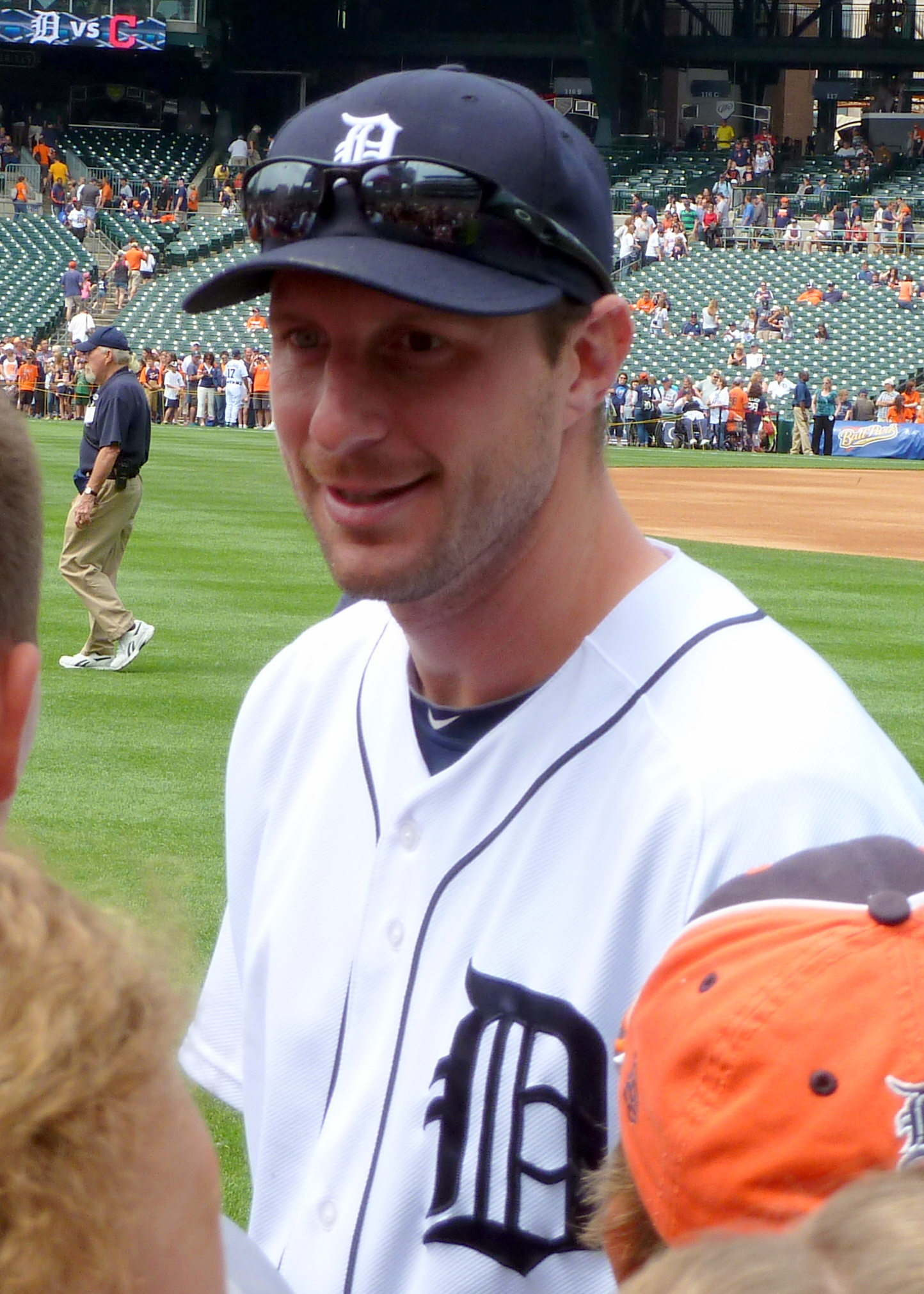
Scherzer coi Tigers nel 2013

#### 2010
Dopo un breve periodo in triplo A con i Toledo Mud Hens, Scherzer entrò nella rotazione titolare dei Tigers e finì la stagione con 12 vittorie e 11 sconfitte in 31 partenze, con una media PGL di 3.50 e 184 strikeout in 195 inning e 2/3.

#### 2011
Scherzer iniziò la stagione 2011 con sei vittorie consecutive. Il resto dell'anno fu meno positivo ma chiuse comunque con l'allora primato personale di vittorie, 15, a fronte di 9 sconfitte, oltre a 174 strikeout in 195 inning lanciati e 4.43 di media PGL. Nella sua prima apparizione ai playoff, Scherzer ottenne una vittoria in gara 2 dei divisional playoff contro i New York Yankees, non concedendo punti nei 6 inning lanciati, e entrò anche nella decisiva gara 5, subentrando al titolare Doug Fister.
Nelle Championship Series dell'American League contro i Texas Rangers fu meno incisivo, subendo 3 punti in 6 inning in gara 2, e subì un tracollo in gara 6, quando nel terzo inning concesse di raggiungere la base a 7 battitori avversari di fila, di cui 6 andati a segno, in una partita terminata per 15-5 per i Rangers, che si laurearono campioni dell'American League.

#### 2013
Con una vittoria contro i Toronto Blue Jays il 3 luglio, Scherzer divenne il primo giocatore delle major league a iniziare una stagione con un record di 13–0 da Roger Clemens nel 1986. La sua striscia si concluse con una sconfitta contro i Texas Rangers il 13 luglio. Il 1º luglio fu selezionato per il primo All-Star Game della carriera, dove partì come titolare. 
L'8 agosto, Scherzer registrò il millesimo strikeout in carriera contro i Cleveland Indians. Con una vittoria contro i New York Mets il 24 agosto divenne il terzo lanciatore della storia a iniziare con un record di 19–1, dopo Roger Clemens nel 2001 e Rube Marquard nel 1912. La sua stagione regolare si concluse con un record di 21–3, guidando la lega con 0.97di WHIP, 2.90 di media PGL e con un nuovo primato personale di 240 strikeout. Fu l'unico lanciatore quell'anno che raggiunse le venti vittorie, venendo premiato col suo primo Cy Young Award.

#### 2014
Il 12 giugno 2014, Scherzer lanciò la sua prima gara completa contro i Chicago White Sox. La sua annata si chiuse con un record di 18–5, 3.19 di media PGL e 1.175 di WHIP. Lanciò un primato in carriera di 220 inning e 1/3 oltre a un nuovo record di 252 strikeout. Le sue 18 vittorie furono in miglior risultato dell'American League, assieme a Corey Kluber e Jered Weaver. Nei playoff lanciò una sola gara, che risultò in una sconfitta contro i Baltimore Orioles.

### Washington Nationals

#### 2015

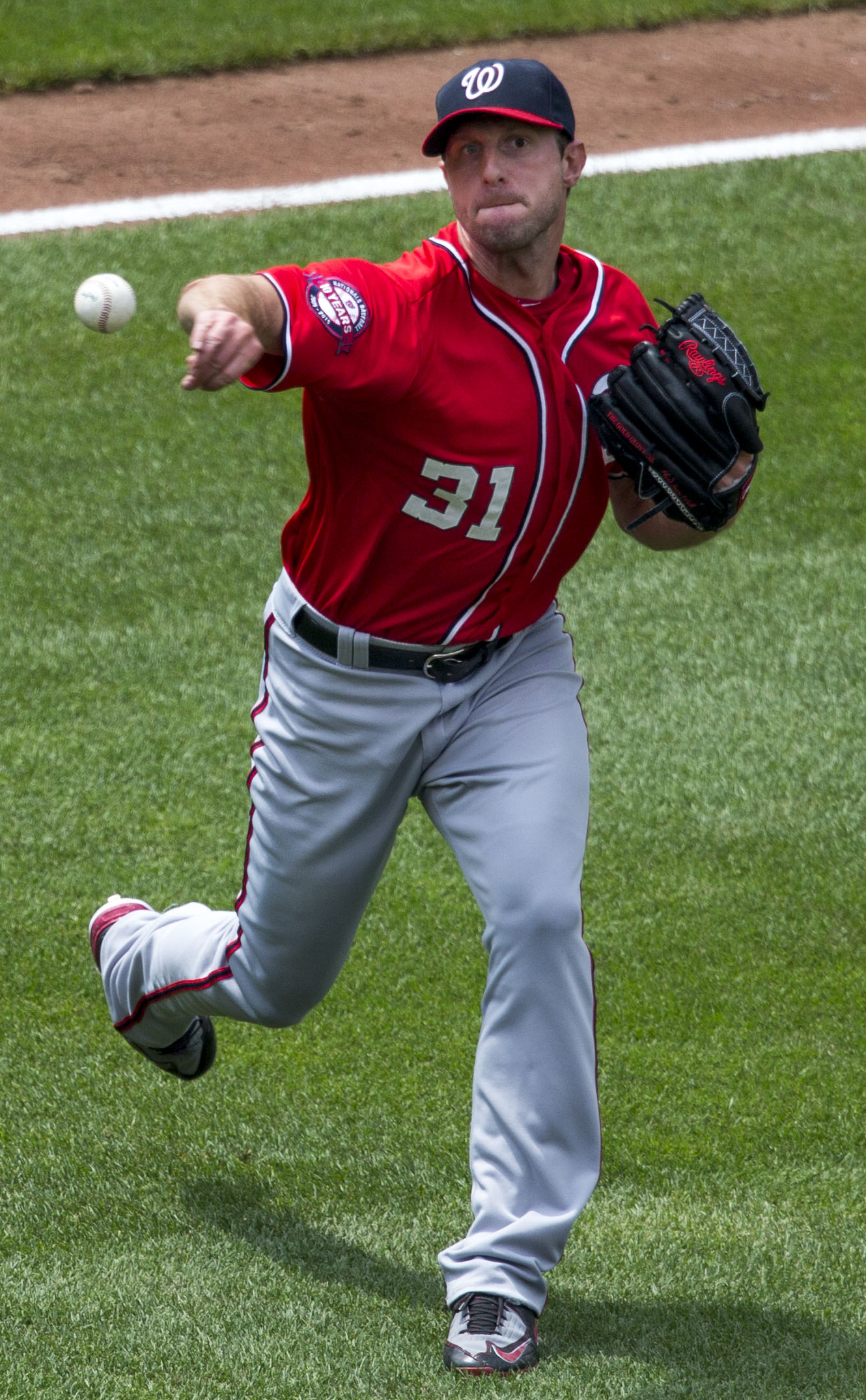
Scherzer il 12 luglio 2015

Il 21 gennaio 2015, Scherzer firmò con i Washington Nationals un contratto di sette anni del valore di 210 miioni di dollari. Il 20 giugno 2015, Scherzer lanciò il secondo no-hitter della carriera contro i Pittsburgh Pirates. La possibilità di disputare una partita perfetta fu rovinata dal 27º battitore dei Pirates che fu colpito dal lancio. Scherzer concluse la stagione con 2.79 ERA e 276 strikeout, contro solo 34 basi su ball concesse. Malgrado questi numeri, Scherzer fu spesso vittima della cattiva vena dei battitori dei Nationals, concludendo con un record di 14–12.

#### 2016
L'11 maggio, 2016 durante una partita della stagione regolare contro i Detroit Tigers, Scherzer mise a segno 20 strike out, pareggiando il record assoluto della MLB per strike out durante una singola partita di 9 inning condiviso da Roger Clemens (due volte), Randy Johnson e Kerry Wood.
Scherzer a fine stagione vinse il Cy Young Award della National League, grazie a un record di 20–7, 2.96 di media PGL e guidando la MLB in sia in strikeout (284) che in WHIP (0.968). Divenne così solamente il sesto lanciatore della storia della Major League Baseball a conquistare il premio in entrambe le leghe.

#### 2017
L'11 giugno 2017, Max Scherzer divenne il terzo giocatore più rapido della storia (dopo Nolan Ryan e Clayton Kershaw) a raggiungere i 2.000 strikeout in carriera. Il 2 luglio 2017 fu convocato per il quinto All-Star Game della carriera. A fine anno, dopo avere guidato la lega in strikeout, fu premiato con il suo terzo Cy Young Award, precedendo Kershaw e il compagno Stephen Strasburg.

#### 2019
Nel 2019 Scherzer conquistò le World Series con i Nationals, battendo gli Houston Astros per quattro gare a tre.

### Los Angeles Dodgers
Il 30 luglio 2021, i Nationals scambiarono Scherzer e Trea Turner con i Los Angeles Dodgers per gli esordienti Josiah Gray e Keibert Ruiz e i giocatori di minor league Donovan Casey e Gerardo Carrillo. Divenne free agent a fine stagione.

### New York Mets
Il 1º dicembre 2021, Scherzer firmò un contratto triennale dal valore complessivo di 130 milioni di dollari con i New York Mets.

## Palmarès

### Club
- World Series: 2

Washington Nationals: 2019
Texas Rangers: 2023

### Individuale
- MLB All-Star: 8

2013-2019, 2021
- Cy Young Award: 3

2013, 2016, 2017
- Capoclassifica della NL in vittorie: 4

2013, 2014, 2016, 2018
- Capoclassifica della NL in strikeout: 3

2016, 2017, 2018
- Lanciatore del mese: 6

NL: maggio e giugno 2015, giugno 2017, aprile e maggio 2018, giugno 2019
- Giocatore della settimana: 6

AL: 23 giugno 2013
NL: 21 giugno e 4 ottobre 2015, 15 aprile 2018, 30 giugno 2019, 12 settembre 2021
- Lanciatore dell'anno secondo The Sporting News: 3

2013, 2016, 2017